# ریچارد ایگن
ریچارد ایگن (انگلیسی: Richard Egan; ۲۹ ژوئیهٔ ۱۹۲۱ – ۲۰ ژوئیهٔ ۱۹۸۷) یک هنرپیشه اهل ایالات متحده آمریکا بود.
از فیلم‌ها یا برنامه‌های تلویزیونی که وی در آن نقش داشته است می‌توان به زیر آب!، شکارچیان، پیروزی درخشان، استر و شاه، شورش میمی استور، پولیانا، این هزاران تپه‌ماهور، ۳۰۰ اسپارتان و بازگشت مرزنشین اشاره کرد.